# Jugoslovenska Hokejaška Liga
Jugoslovenska Hokejaška Liga var den jugoslaviska ishockeyns toppdivision. Mästerskapet spelades från 1936 och fram till 1991. Den dominerades i många år av lag från Slovenien, även om serbiska och kroatiska lag också skördade framgångar under sent 1980-tal och tidigt 1990-tal, strax före Jugoslaviens upplösning.

## Mästare
| - 1936/1937 - Ilirija* - 1937/1938 - Ilirija* - 1938/1939 - Ilirija - 1939/1940 - Ilirija - 1940/1941 - Ilirija - 1942–1946 : Spelades ej - 1946/1947 - Mladost - 1947/1948 - Partizan - 1948/1949 - Mladost - 1949/1950 : Spelades ej - 1950/1951 - Partizan - 1951/1952 - Partizan - 1952/1953 - Partizan - 1953/1954 - Partizan - 1954/1955 - Partizan - 1955/1956 : SD Zagreb - 1956/1957 - Jesenice | - 1957/1958 - Jesenice - 1958/1959 - Jesenice - 1959/1960 - Jesenice - 1960/1961 - Jesenice - 1961/1962 - Jesenice - 1962/1963 - Jesenice - 1963/1964 - Jesenice - 1964/1965 - Jesenice - 1965/1966 - Jesenice - 1966/1967 - Jesenice - 1967/1968 - Jesenice - 1968/1969 - Jesenice - 1969/1970 - Jesenice - 1970/1971 - Jesenice - 1971/1972 - Olimpija - 1972/1973 - Jesenice - 1973/1974 - Olimpija | - 1974/1975 - Olimpija - 1975/1976 - Olimpija - 1976/1977 - Jesenice - 1977/1978 - Jesenice - 1978/1979 - Olimpija - 1979/1980 - Olimpija - 1980/1981 - Jesenice - 1981/1982 - Jesenice - 1982/1983 - Olimpija - 1983/1984 - Olimpija - 1984/1985 - Jesenice - 1985/1986 - Partizan - 1986/1987 - Jesenice - 1987/1988 - Jesenice - 1988/1989 - Medveščak - 1989/1990 - Medveščak - 1990/1991 - Medveščak |

* – Som enda deltagande klubb i tävlingen.

## Mesta mästarna
| Klubb              | Titlar | Segerår |
| ------------------ | ------ | --- |
| Jesenice           | 23     | 1957, 1958, 1959, 1960, 1961, 1962, 1963, 1964, 1965, 1966, 1967, 1968, 1969, 1970, 1971, 1973, 1977, 1978, 1981, 1982, 1985, 1987, 1988 |
| Ilirija / Olimpija | 13     | 1937, 1938, 1939, 1940, 1941, 1972, 1974, 1975, 1976, 1979, 1980, 1983, 1984                                                             |
| Partizan           | 7      | 1948, 1951, 1952, 1953, 1954, 1955, 1986                                                                                                 |
| Medveščak          | 3      | 1989, 1990, 1991 |
| Mladost            | 2      | 1947, 1949 |
| SD Zagreb          | 1      | 1956 |

### Fotnoter
1. ↑  Simon Demsar (31 mars 2005). ”Jesenice’s Trophy?” (på engelska). Slovenia Times. Arkiverad från originalet den 5 april 2017. https://web.archive.org/web/20170405073705/http://www.sloveniatimes.com/jesenice%E2%80%99s-trophy. Läst 4 april 2017.